# ابوالفتح آتابای
ابوالفتح آتابای معاون وزیر دربار در دوران محمدرضا پهلوی بود. او همسر بدری آتابای و پدر کامبیز آتابای بود.